# Xerónimo
Jerónimo José Mansur González, Xerónimo (Ciudad Victoria, Tamaulipas, 20 de abril de 1983) es un cantante y compositor mexicano.

## Comienzos artísticos
La infancia de Xerónimo está rodeada de música. Estudio en el Colegio José de Escandón, LA SALLE, en Ciudad Victoria, Tamaulipas, México. Desde su abuelo, que tocaba el acordeón y la armónica, pasando por la familia de su padre, donde había guitarristas, pianistas y violinistas y también su madre, que siempre cargaba con su guitarra cantando canciones populares, enseñan a Xerónimo a amar la música y se acostumbra a cantar en las fiestas familiares.
Con 8 años tiene su primer contacto con un escenario al presentarse y ganar (como haría en las siguientes 4 ediciones) el concurso escolar de canto del colegio José de Escandón la Salle, en el que cantaban canciones de moda de la época. Es en este momento cuando como él dice “la vida me dio un vuelco y decido que quiero dedicarme a la industria musical”.
Durante los siguientes años participa en muchos concursos regionales, estatales y nacionales como el concurso de canto del periódico El Heraldo de México, La voz del Heraldo, donde consiguió un segundo lugar.

## Carrera musical
En 1995 se reúne con Eugenio Cobo, actor y director artístico de Televisa y con Amparo Rubín, compositora de grandes canciones, músicas de telenovelas mexicanas, de la década de los ochenta y noventa en México, y productora musical. Xeronimo comienza a tomar clases en la escuela de capacitación artística de esta, en donde comparte aulas con alumnos todos mayores de edad. Con solo 12 años viaja cada martes por la noche durante 8 horas en camión para recibir clases intensivas y regresar los jueves por la noche a ciudad Victoria para seguir con sus estudios. Así siguió estudiando la secundaria durante 2 años gracias a un permiso especial de su escuela.
En 1996 consigue llamar la atención de Amparo Rubín y deciden, junto a un grupo de compositores importantes, grabar temas originales para un futuro material discográfico.
Es en este momento, es cuando nace XERÓNIMO, cambiando el inicio de su nombre por la letra X para como él dijo “darle un toque autentico y como un tributo a el castellano y a las lenguas nativas de mi país”.
Así, con una selección de 4 temas pudieron presentar a Marco Bissi y Manolo Calderón, presidente y vicepresidente en ese momento de Universal Music México, quienes tras la audición decidieron firmar inmediatamente un contrato para la grabación de su primer disco.
En 1997 viaja junto a Amparo Rubín y Loris Ceroni, quienes pasarían a ser sus productores musicales, a Riolo Terme, en Italia, para grabar, en los estudios LeDune 13 temas que compondrían este primer disco llamado “Amor Anónimo” de la mano de Universal Music y Televisa Música.
De esta primera producción se desprendieron 3 singles: “Tras de tus pasos”, “Niña vanidosa” y “Nada vuelve a su lugar” que alcanzaron los primeros puestos en las listas nacionales de radio y televisión en México.
Este material discográfico le da la oportunidad de participar en conciertos de la mano de emisoras de radio como EXA FM, D99, VOX FM y cantar en auditorios de hasta 50 mil personas, alrededor de la república mexicana y Estados Unidos. También tuvo la oportunidad de compartir escenario con artistas de la talla de Paulina Rubio, OV7, Mijares, Pedro Fernández, entre otros.
En 2001 con 18 años recién cumplidos, se traslada a vivir a Miami, Florida. Aquí comienza a relacionarse con personajes importantes dentro de la música latina tales como Gustavo Santander, Rafael Vergara, José Miguel Velázquez, Jorge Luis Piloto, Yoel Henríquez, Tulio Cremissini o Juan Vicente Zambrano. De ahí surge una nueva etapa musical, una vena mucho más latina y una nueva forma de entender la música para él.
En 2004, después de pasar 3 años inmerso en el ambiente musical latino de Miami firma un contrato con la productora y discográfica Waiter Music en España para la realización de un nuevo disco.
Es así como de la mano del productor musical JG Mansur (su hermano mayor) realizan este segundo trabajo discográfico grabado en Miami titulado “Xerónimo”. De este disco destacan 3 singles: “Y si te olvido” primer sencillo lanzado en España y con el que ganaría el premio “Artista Revelación Latina del Año” de Cadena Dial, “Amarte” y “Gitana” siendo este uno de los temas más sonados en el verano de 2005.
Al lanzamiento de este álbum le sigue una gira de más de 20 conciertos de verano por España, compartiendo cartel con El sueño de Morfeo, La Oreja de Van Gogh, El canto del loco, Carlos Baute, Chayanne o David Bustamante Malu, entre otros.
En 2006 regresa a vivir en Miami y junto a un grupo de amigos compositores y músicos comienza a escribir lo que sería su siguiente trabajo discográfico ël tercero de su carrera¨ donde decide mezclar los ritmos e influencias que le han marcado los últimos años. Un disco de canciones baladas y un sonido muy orgánico y vivo.
A finales de 2007 vuelve a España para publicar, nuevamente de la mano de Waiter Music y JG Mansur, lo que sería su tercer trabajo discográfico “Para ser + Yo” grabado en Miami.
A principios de 2008 comienza a sonar en la radio el primer sencillo “No pretendo” que se coloca rápidamente en los primeros puestos de las listas nacionales en España, México y después vería la luz “Descubriendo Caminos”, su segundo sencillo. 
La gira por España correspondiente a este álbum contó con más de 30 actuaciones, tanto en solitario como compartiendo escenario con otros artistas de renombre. Y se coloca su nombre en las altas menciones de la industria musical. 
A finales del 2008 decide regresar a Miami, donde residía hasta ese momento, dos meses después regresa a México su país, donde se establece durante 8 meses se en Victoria Tamaulipas, su ciudad de origen, donde se reencuentra con su familia y amigos de infancia después de 8 años de estar residiendo fuera de su país.
A finales de 2009 decide instalarse definitivamente en Aranjuez, Madrid para seguir trabajando en un nuevo proyecto discográfico que ya empezaba a nacer en su estancia en México.
En julio de 2010 sale a la venta en España, México y Latinoamérica “Fugitivo” grabado entre Madrid, Roma, Miami y México de la mano de su productor JG Mansur, y un tándem entre Waiter Music y Sony BMG.
En 2012 comienza con una nueva aventura lanzando así un disco recopilatorio de sus más grandes éxitos, el cual es titulado "Fugitvo Deluxe". Así mismo, el 26 de abril realiza en la Ciudad de México una presentación al lado grandes amigos de la escena musical, llevando como título "XERÓNIMO Y AMIGOS, TOUR FUGITIVO DELUXE"; entre las personalidades que compartieron escenario en este evento son: Juan Solo, Los Hijos de Sánchez, Raúl Ornelas, Ana Victoria, entre otros.... destacando indudablemente el talento y profesionalismos de Xeronimo.
A fines del mes de octubre de 2012 presente el tema "Cerca de ti", un tema lleno de dulzura de dedicado a los niños del CRIT Edo. de México  Teletón México, el cual en poco tiempo logró más de 250 000 reproducciones.

## Discografía
- (2000) Amor anónimo Universal Music Group / Televisa Música
- (2005) Xeronimo Waiter Music
- (2007) Para ser + yo Waiter Music
- (2010) Fugitivo Sony BMG Music Entertainment / Waiter Music
- (2012) Fugitivo Deluxe
- (2014) EvoluXión

## Videoclips
Xeronimo:
- Gitana
- Y si te olvido

Para ser + yo:
- No pretendo
- Descubriendo Caminos

Fugitivo:
- Fugitivo
- Pa alimentar el deseo

EvoluXión:
- Tras de tus pasos

Extras:
- Cerca de ti
- Dile (versión 2013